# メテオハンター
メテオハンター(英: Meteorite Hunter)は地球外から飛来し、地球上に落下した隕石を探す人のこと。
一年間で２万個以上の隕石が地球上に落下しており、発見された隕石は科学的に貴重な史料にもなる
。場合によっては高値で売れる場合も有る。